# 465

## Esdeveniments
- Roma: Amb la mort de l'emperador, Libi Sever, el seu promotor i probable assassí Ricimer esdevé el detentor del poder durant un interregne prolongat.
- Constantinoble: Un paorós incendi destrueix una gran àrea d'edificis públics i privats.

## Necrològiques
- 15 d'agost - Roma: Libi Sever, emperador romà, probablement enverinat.